# Le Mesnil-sur-Oger
Pour les articles homonymes, voir Oger (homonymie) et Mesnil.
Le Mesnil-sur-Oger [lə menil syʁ ɔʒe] est une commune française, située dans le département de la Marne en région Grand Est, traversée par la route touristique du Champagne et au cœur de la côte des Blancs, région où le vin de Champagne est élaboré uniquement à partir du cépage chardonnay.

## Géographie

### Localisation
|         | Oger            |                                |
| Gionges | Mesnil-sur-Oger | Oger                           |

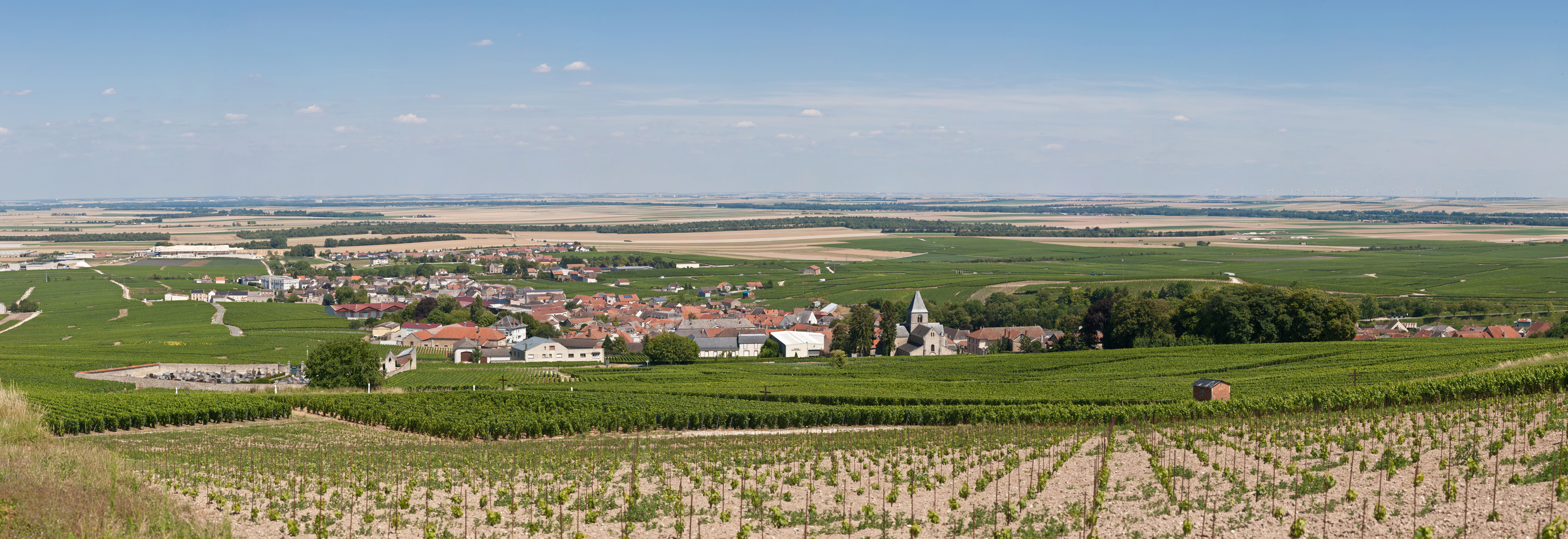
Vue du village et de la Champagne crayeuse depuis la côte des Blancs.

|         | Vertus          | Villeneuve-Renneville-Chevigny |

### Géologie et relief
La commune, à flanc de coteaux, est entourée principalement de parcelles de vignes et bordée à l'ouest par la réserve naturelle nationale des pâtis d'Oger et du Mesnil-sur-Oger. Les coteaux sont composés de craie fossilifère.

### Hydrographie
La commune est dans la région hydrographique « la Seine de sa source au confluent de l'Oise (exclu) » au sein du bassin Seine-Normandie. Elle n'est drainée par aucun cours d'eau,.

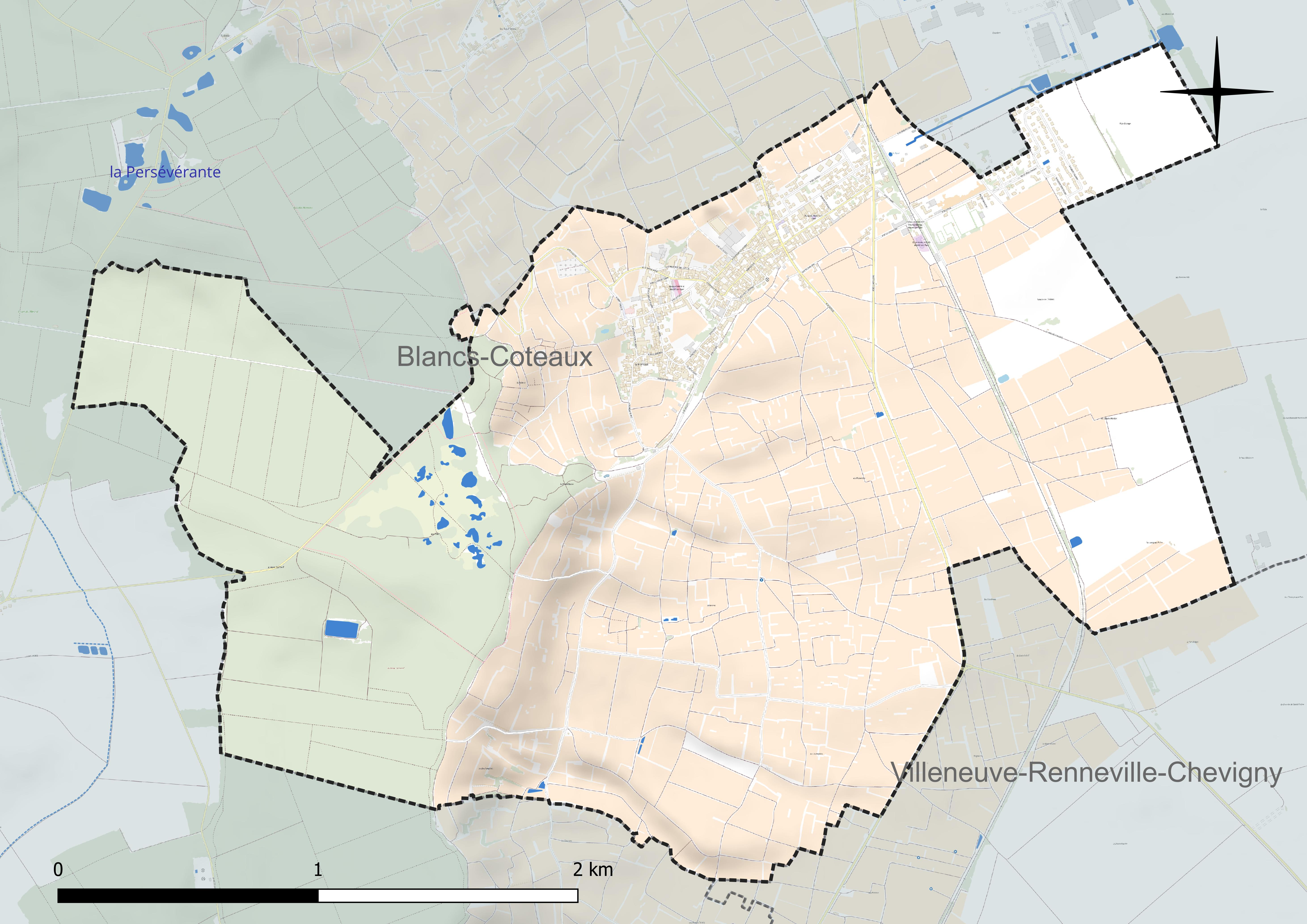
Réseau hydrographique du Mesnil-sur-Oger.

### Climat
Pour des articles plus généraux, voir Climat du Grand Est et Climat de la Marne.
En 2010, le climat de la commune est de type climat océanique dégradé des plaines du Centre et du Nord, selon une étude du Centre national de la recherche scientifique s'appuyant sur une série de données couvrant la période 1971-2000. En 2020, Météo-France publie une typologie des climats de la France métropolitaine dans laquelle la commune est exposée à un climat océanique altéré et est dans la région climatique  Nord-est du bassin Parisien, caractérisée par un ensoleillement médiocre, une pluviométrie moyenne régulièrement répartie au cours de l’année et un hiver froid (3 °C). 
Pour la période 1971-2000, la température annuelle moyenne est de 10,7 °C, avec une amplitude thermique annuelle de 16 °C. Le cumul annuel moyen de précipitations est de 713 mm, avec 11,7 jours de précipitations en janvier et 7,8 jours en juillet. Pour la période 1991-2020, la température moyenne annuelle observée sur la station météorologique de Météo-France la plus proche, « Chouilly », sur la commune de Chouilly à 9 km à vol d'oiseau, est de 11,4 °C et le cumul annuel moyen de précipitations est de 668,9 mm. 
La température maximale relevée sur cette station est de 40,3 °C, atteinte le 25 juillet 2019 ; la température minimale est de −12,3 °C, atteinte le 5 février 2012,,. 
Les paramètres climatiques de la commune ont été estimés pour le milieu du siècle (2041-2070) selon différents scénarios d'émission de gaz à effet de serre à partir des nouvelles projections climatiques de référence DRIAS-2020. Ils sont consultables sur un site dédié publié par Météo-France en novembre 2022.

## Urbanisme

### Typologie
Au 1er janvier 2024, Le Mesnil-sur-Oger est catégorisée bourg rural, selon la nouvelle grille communale de densité à sept niveaux définie par l'Insee en 2022.
Elle est située hors unité urbaine. Par ailleurs la commune fait partie de l'aire d'attraction de Blancs-Coteaux, dont elle est une commune du pôle principal,. Cette aire, qui regroupe 11 communes, est catégorisée dans les aires de moins de 50 000 habitants,.

### Occupation des sols

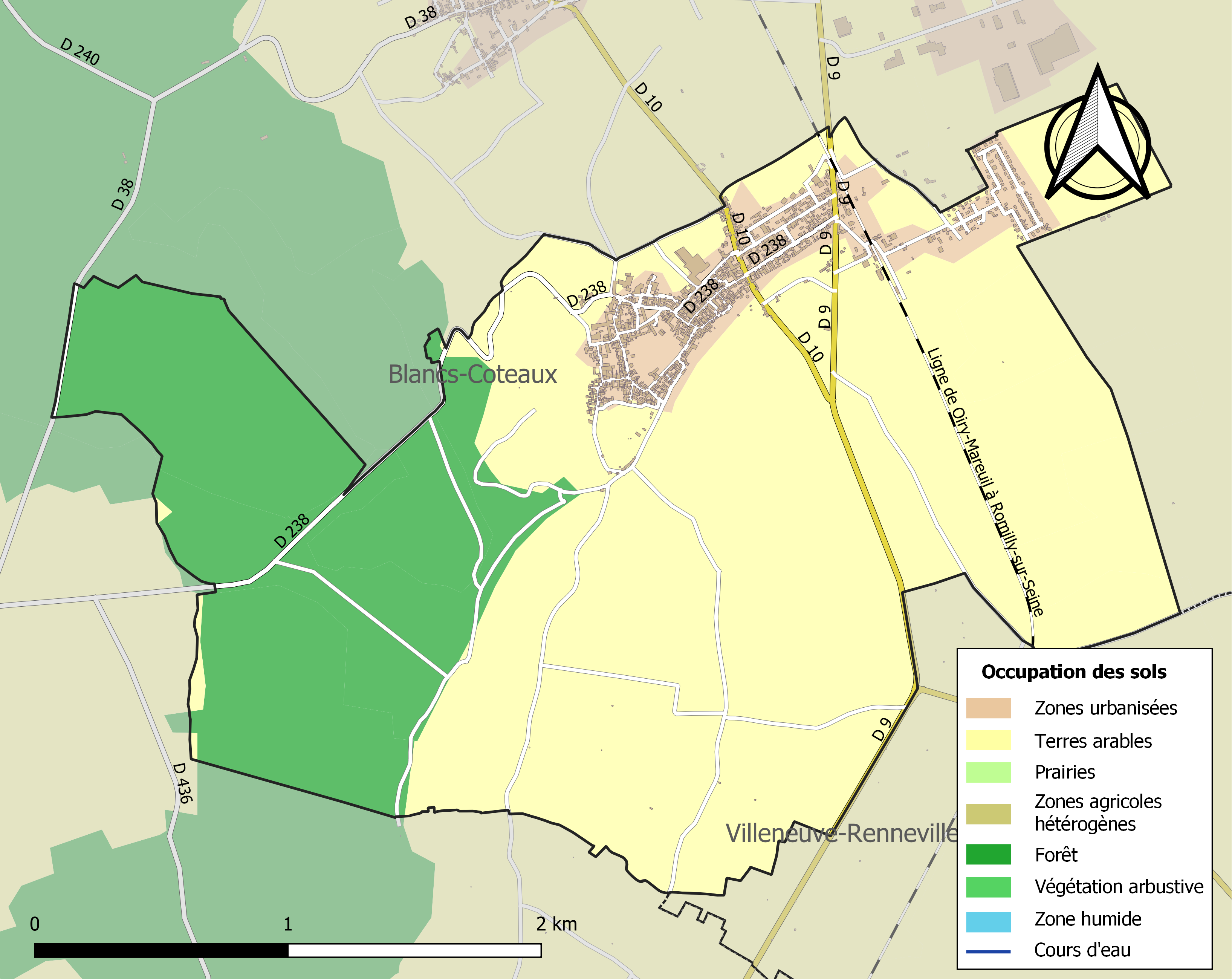
Carte des infrastructures et de l'occupation des sols de la commune en 2018 (CLC).

L'occupation des sols de la commune, telle qu'elle ressort de la base de données européenne d’occupation biophysique des sols Corine Land Cover (CLC), est marquée par l'importance des territoires agricoles (66,2 % en 2018), en diminution par rapport à 1990 (69,7 %). La répartition détaillée en 2018 est la suivante : 
cultures permanentes (58,5 %), forêts (26,7 %), terres arables (7,7 %), zones urbanisées (7,2 %).
L'IGN met par ailleurs à disposition un outil en ligne permettant de comparer l’évolution dans le temps de l’occupation des sols de la commune (ou de territoires à des échelles différentes). Plusieurs époques sont accessibles sous forme de cartes ou photos aériennes : la carte de Cassini (XVIIIe siècle), la carte d'état-major (1820-1866) et la période actuelle (1950 à aujourd'hui).

### Logements
Les maisons du Mesnil-sur-Oger ont été construites à flanc de coteaux. Le village est coincé entre trois coteaux et la voie ferrée surélevée, ce qui amplifie le problème d'écoulement des eaux pluviales. Encerclé par les vignes, il s'est développé tout en longueur ; les derniers lotissements occupent une partie de la plaine céréalière où le prix d'achat des terrains est moins élevé que celui des terrains viticoles.
La commune compte beaucoup de logements sociaux, gérés principalement par le Toit Champenois. Les plus remarqués sont les logements avoisinant le Clos du Mesnil et les HLM dans les Zalieux. Le village a été agrandi dans les années 2000 par le lotissement, en deux tranches, du bas des Auges. Le dernier recensement du bâti de la commune a mis en évidence l'abandon de certaines maisons, notamment dans le 'vieux Mesnil', dans la partie haute du village.

### Aménagement du terrain
Aménagement hydraulique du vignoble et des coteaux viticoles visant à protéger le village. Lors de fortes pluies, l'eau ravine les vignes et envahit le village, chargée de boue et de sarments. L'avenue de la République et la grande rue sont principalement les deux voiries inondées lors de précipitations abondantes.
Pour en protéger le village, il a été décidé de creuser des bassins sur tout le territoire pour recueillir les eaux de ruissellement, captées par un réseau d'avaloirs et de buses.
Autre projet : la construction d'une nouvelle station d'épuration en remplacement de l'ancienne devenue obsolète. Au surplus, profitant de la réfection complète des réseaux d'égouttage et de la voirie des avenues de la République et de la gare, la commune a choisi de séparer les eaux usées des eaux de ruissellement, pour réduire le volume traité par la nouvelle station.

### Voies de communications et transports
Le village est parcouru dans un axe nord / sud par la départementale 9 reliant Reims à Fère-Champenoise, par la départementale 10 et par la départementale 238.
L'ancienne ligne de Oiry - Mareuil à Romilly-sur-Seine coupe en deux le village. Il disposa sur cette ligne de chemin de fer d'une gare à voyageurs et marchandises qui a fonctionné de 1870 à 1939. Le bâtiment voyageurs est devenu un restaurant au printemps 2014 et l'ancienne halle à marchandises est affectée au service des pompiers de la commune.
En matière de transports en commun, Le Mesnil-sur-Oger est desservie par la ligne 51R160 des cars Fluo Grand Est entre Fère-Champenoise et Épernay (rue d'Oger). Membre de la communauté d'agglomération Épernay, Coteaux et Plaine de Champagne, la commune bénéficie également du service de transport à la demande (TAD) du réseau Mouvéo. Elle dispose d'un arrêt sur la ligne A entre Épernay et Vertus, qui propose en 2025 deux allers et deux retours par jour (du lundi au samedi hors jours fériés).

## Toponymie
Le nom de la localité est attesté sous les formes Mainel (1185) ; Mainil (1216) ; Masnile, Maigni-sur-Chastelon ? (vers 1222) ; Mainillum (1232) ; Nova Villa apud Maisnil (1238) ; Maisnillum (vers 1252) ; Maisnil (vers 1300) ; Le Maisnil (1341) ; Le Manil (1347) ; Au Mainil-lès-Oger, (au lieu qu'on dit en la Nuefville) (1366) ; La ville du Mesnil (1375) ; La Viez Ville du Mesnil (1377) ; Le Mesnil emprès Vertus (1404) ; Manillum (1405) ; La Nuefville de Maisnil lès Ogier (1441) ; Le Mesnil-lez-Vertus (1476) ; Le Maisgnil, le Maignil-les-Vertus (1483) ; La Vielzville et la Neufville du Mesnil (1508) ; Le Mesnil de Vertus (1539) ; La Vieulx-Ville et Neuf-Ville du Mesnil (1605) ; La Neuville du Mesnil (1673) ; La Vieuxville et Neufville du Mesnil (1734).

À partir de Mansionem, le bas-latin a créé un terme dérivé du mot latin mansionile, diminutif de mansio (demeure, habitation, maison). Devenu en français médiéval maisnil, mesnil (maison avec terrain), par concision il est appelé Le Mesnil.
Le Mesnil est au sud-ouest de l'ancienne commune d'Oger des Blancs-Coteaux.

## Histoire

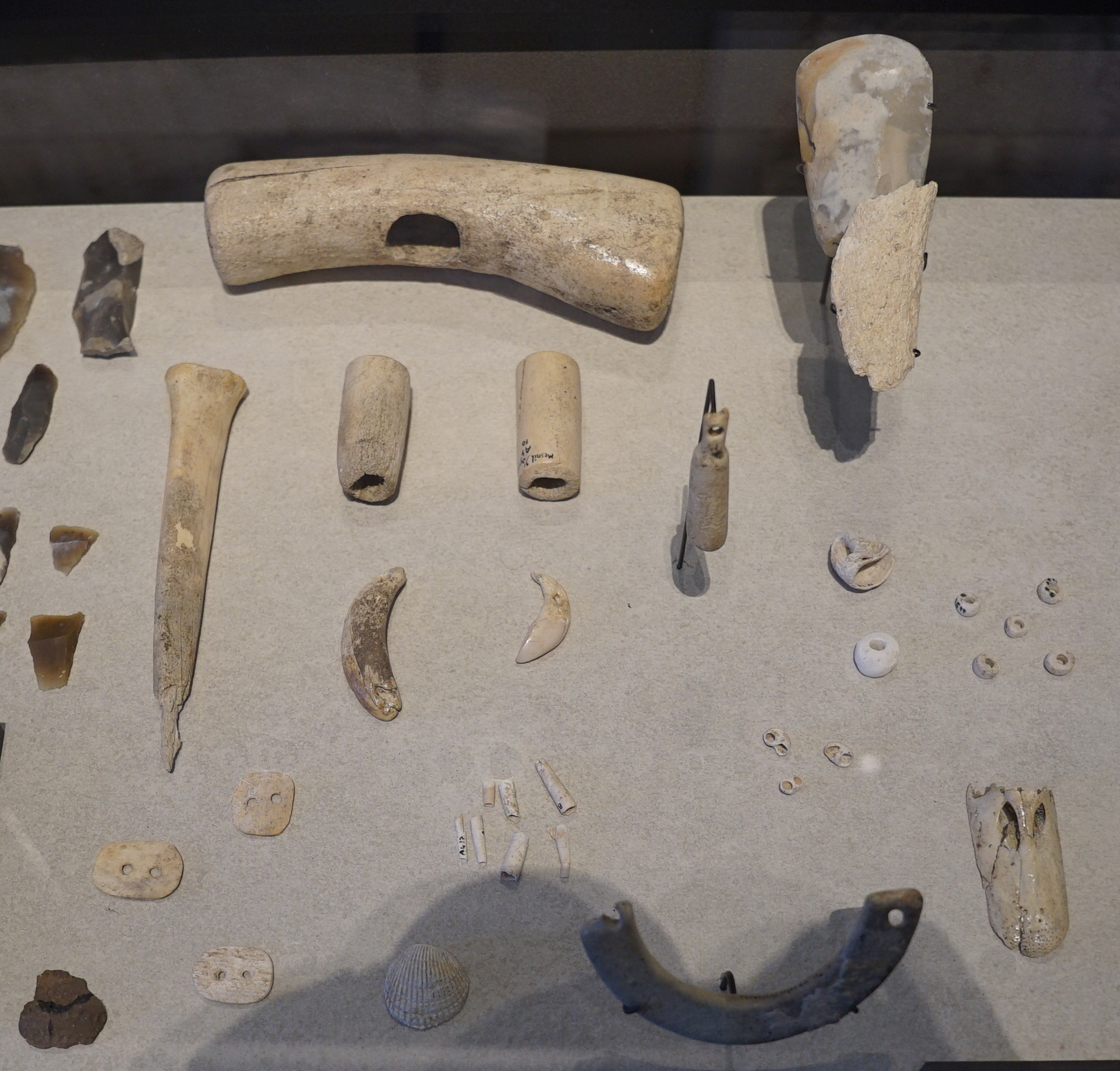
Chambre 1 de l'hypogée du mesnil.

Lors du creusement d'une citerne en 1958, deux hypogées (ou sépultures collectives) néolithiques sont découverts au lieu-dit des Mournouards. L'un d'eux est fouillé de façon particulièrement désordonnée par L. Coutier et A. Brisson, le second hypogée échappant au massacre archéologique grâce à une protection mise en place sur les lieux.
La gare est construite en 1865 et le trafic ferroviaire a débuté en 1866. Le transport des voyageurs a cessé en 1949 mais la voie était toujours utilisée pour le transport des marchandises. La gare vendue en 2012 est devenue un restaurant.
En 1959 André Leroi-Gourhan, pionnier de l'archéologie méthodique, entreprend conjointement avec M. Brézillon et G. Bailloux la fouille du second hypogée. La publication en 1962 du compte rendu de ces fouilles du Mesnil-sur-Oger, a eu un retentissement considérable dans le monde de l'archéologie, engendrant un remaniement complet des méthodes de fouilles et études des sépultures, en particulier les sépultures collectives.
Les rues du vieux Mesnil-sur-Oger gardent encore le tracé et le nom des remparts (Montaigus, Hauts Jardins) alors que le village a souffert de la guerre de 1870 et des deux guerres mondiales. Les vestiges des remparts du Mesnil, une ancienne tour du système de défense, sont toujours visibles dans le parc, derrière la réplique de la grotte de Lourdes.
Fin août, début septembre 1914, durant la Première Guerre mondiale, comme l'ensemble des communes de la Côte des blancs, la commune fut traversée par les troupes Françaises poursuivies par les troupes Allemandes avant d'être une nouvelles fois traversée par les troupes Allemandes en déroute, poursuivies par les forces Françaises après la victoire de la Marne.
Le village reçut la visite[Quand ?] de Winston Churchill, venu rencontrer les aviateurs de la Royal Air Force cantonnés dans les vendangeoirs Moët et Chandon.
Le 8 septembre 1999, un texte rédigé par les élèves de la classe de CM1-CM2 de l'école primaire publique du Mesnil-sur-Oger est repris dans une proposition de loi visant « à améliorer la détection d'enfants maltraités ».

## Politique et administration

### Liste des maires
| Période                                  | Période                      | Identité                       | Étiquette | Qualité                         |
| ---------------------------------------- | ---------------------------- | ------------------------------ | --------- | ------------------------------- |
| Les données manquantes sont à compléter. |                              |                                |           |                                 |
| 1842                                     | 1850                         | Jean-Baptiste Descostes        |           |                                 |
| 1850                                     | 1854                         | Louis-Alexandre Royer          |           |                                 |
| 1854                                     | 1860                         | Étienne Adolphe Bouyé          |           |                                 |
| 1861                                     | 1864                         | Claude Nicolas Descôtes        |           |                                 |
| 1865                                     | 1872                         | Charles Eleonore Aubert        |           |                                 |
| 1873                                     | 1874                         | Henri Amédée Tarin             |           |                                 |
| 1874                                     | 1876                         | Nicolas François Victor Gallet |           |                                 |
| 1876                                     | 1877                         | Henri Amédée Tarin             |           |                                 |
| 1878                                     | 1879                         | Nicolas François Victor Gallet |           |                                 |
| 1879                                     | 1881                         | Jean-François Georges Vimont   |           |                                 |
| 1881                                     |                              | Nicolas François Victor Gallet |           |                                 |
| 1889                                     | 1930                         | Louis-Eugène Guillaume         |           |                                 |
| 1930                                     | 1942                         | Pierre-Henri Regnault          |           |                                 |
| 1942                                     | 1944                         | Camille Péters                 |           |                                 |
| 1944                                     | 1953                         | Robert Gilmert                 | SFIO      | Vigneron, conseiller général    |
| 1953                                     | 1977                         | René Launois                   |           |                                 |
| Les données manquantes sont à compléter. |                              |                                |           |                                 |
| mars 2001                                | sept. 2005                   | André Jacquart                 | UMP       |                                 |
| sept. 2005                               | En cours (au 4 juillet 2014) | Pascal Launois                 |           | Réélu pour le mandat 2014-2020, |

Quelques rues du lotissement du Bas des Auges portent le nom d'anciens maires.

### Administration municipale
La commune emploie à l'hôtel de ville un secrétaire de mairie secondé d'une secrétaire.
Elle emploie également du personnel pour l'entretien des bâtiments et des espaces verts, le fleurissement communal et l'exécution de petits travaux.

### Jumelage
Le Mesnil-sur-Oger est jumelé avec la commune de Leiwen, village viticole situé dans l'ouest de l' Allemagne. Les deux communes organisent des déplacements réciproques lors de fêtes, comme la Saint-Vincent.

## Équipements et services publics

### Eau et déchets
L'approvisionnement en eau potable et l'assainissement des eaux usées sont des compétences de la communauté d'agglomération Épernay Agglo Champagne, gérées par le biais de son service « Régie Eau et Assainissement » depuis le 1er janvier 2022. La commune du Mesnil-sur-Oger est alimentée en eau potable par les captages de Vert-Toulon. Le Mesnil-sur-Oger accueille une station d'épuration sur son territoire. L'assainissement collectif y est assuré en régie par la communauté d'agglomération.
La communauté d'agglomération est également compétente en matière de déchets. La collecte des ordures ménagères résiduelles, des déchets recyclables et des biodéchets est réalisée en porte à porte, par mise à disposition de trois bacs distincts. La communauté d'agglomération adhèrant au syndicat de valorisation des ordures ménagères de la Marne (SYVALOM), ces déchets sont amenés au centre de transfert départemental de Pierry puis valorisés sur le site de La Veuve. La collecte du verre et des textiles se fait en apport volontaire. La communauté d'agglomération met par ailleurs trois déchèteries à disposition de ses habitants : à Magenta, Pierry et Voipreux.

### Enseignement
Le Mesnil-sur-Oger fait partie de l'académie de Reims.
Le regroupement pédagogique du Mesnil-sur-Oger accueille les enfants du Mesnil et d'Oger. Il est composé (chiffres 2024-2025) d'une école maternelle de 42 élèves, place de la Gare, et d'une école élémentaire de 57 élèves, place du Marché. L'école maternelle est voisine de l'ancienne gare-restaurant. Un même bâtiment abrite l'école primaire et la mairie.
Les enfants du Mesnil-sur-Oger sont ensuite rattachés au collège Saint-Exupéry d'Avize et au lycée Stéphane-Hessel d'Épernay.

### Postes et télécommunications
Plusieurs boîtes aux lettres de La Poste se trouvent sur le territoire communal : rue des Lombards, rue de la Place, avenue de la République et avenue Georges Vimont. Les bureaux de poste les plus proches sont les agences d'Avize et de Vertus, à environ 4 kilomètres du Mesnil-sur-Oger.

### Justice, sécurité et secours
Du point de vue judiciaire, Le Mesnil-sur-Oger relève du conseil de prud'hommes d'Épernay, du tribunal de commerce de Reims, du tribunal de proximité, du tribunal judiciaire, du tribunal paritaire des baux ruraux et du tribunal pour enfants de Châlons-en-Champagne, dans le ressort de la cour d'appel de Reims. Pour le contentieux administratif, la commune dépend du tribunal administratif de Châlons-en-Champagne et de la cour administrative d'appel de Nancy.
Le Mesnil-sur-Oger est située en secteur Gendarmerie nationale et dépend de la brigade d'Avize.
En matière d'incendie et de secours, la caserne la plus proche est celle de Vertus, rattachée au Service départemental d'incendie et de secours (SDIS) de la Marne.

## Population et société

### Démographie
L'évolution du nombre d'habitants est connue à travers les recensements de la population effectués dans la commune depuis 1793. Pour les communes de moins de 10 000 habitants, une enquête de recensement portant sur toute la population est réalisée tous les cinq ans, les populations de référence des années intermédiaires étant quant à elles estimées par interpolation ou extrapolation. Pour la commune, le premier recensement exhaustif entrant dans le cadre du nouveau dispositif a été réalisé en 2005.

En 2022, la commune comptait 1 001 habitants, en évolution de −10,3 % par rapport à 2016 (Marne : −1,19 %, France hors Mayotte : +2,11 %).
| 1793  | 1800  | 1806  | 1821  | 1831  | 1836  | 1841  | 1846  | 1851  |
| ----- | ----- | ----- | ----- | ----- | ----- | ----- | ----- | ----- |
| 1 157 | 1 167 | 1 195 | 1 161 | 1 252 | 1 277 | 1 292 | 1 306 | 1 237 |

| 1856  | 1861  | 1866  | 1872  | 1876  | 1881  | 1886  | 1891  | 1896  |
| ----- | ----- | ----- | ----- | ----- | ----- | ----- | ----- | ----- |
| 1 175 | 1 246 | 1 273 | 1 355 | 1 367 | 1 409 | 1 500 | 1 523 | 1 606 |

| 1901  | 1906  | 1911  | 1921  | 1926  | 1931  | 1936  | 1946  | 1954  |
| ----- | ----- | ----- | ----- | ----- | ----- | ----- | ----- | ----- |
| 1 621 | 1 694 | 1 721 | 1 636 | 1 503 | 1 502 | 1 391 | 1 341 | 1 342 |

| 1962  | 1968  | 1975  | 1982  | 1990  | 1999  | 2005  | 2006  | 2010  |
| ----- | ----- | ----- | ----- | ----- | ----- | ----- | ----- | ----- |
| 1 366 | 1 385 | 1 381 | 1 204 | 1 118 | 1 077 | 1 227 | 1 239 | 1 208 |

| 2015  | 2020  | 2022  | - | - | - | - | - | - |
| ----- | ----- | ----- | - | - | - | - | - | - |
| 1 127 | 1 028 | 1 001 | - | - | - | - | - | - |

### Festivités
Le 22 janvier de chaque année, les vignerons fêtent la Saint-Vincent. À cette occasion, le vin nouveau est béni lors d'une messe célébrée dans l'église Saint-Nicolas. Le maire et les membres du conseil reçoivent les invités d'honneur et les officiels à l'hôtel de ville. Puis les habitants et leurs invités se rendent dans le vendangeoir d'un vigneron de la commune pour partager le verre de l'amitié et assister à l'intronisation des membres de la confrérie de la commune. Enfin, un repas est servi le midi et le soir aux habitants et à leurs invités dans la salle des fêtes de la commune.
Le Mesnil-sur-Oger, comme chaque commune de France, célèbre ses morts le 8-Mai et le 11-Novembre. Les APG de la commune fleurissent les tombes des soldats morts en Algérie, une messe est célébrée et le maire et les habitants, accompagnés de la clique mesniloise vont en cortège fleurir le monument aux morts, où le maire  prononce un discours. C'est l'occasion pour les élèves des écoles d'entonner La Marseillaise. Enfin, les participants au cortège s'égaillent vers la salle des fêtes où sont servis le verre de l'amitié et un repas.
Lors de la fête nationale, la commune invite les pêcheurs à concourir dès le matin au bord du grand lac, et différentes associations mesniloises proposent diverses activités. La journée s'achève par une retraite aux flambeaux, en musique, et par le traditionnel feu d'artifice tiré au stade municipal.
La fête de la commune, animée par ses associations et les forains, se déroule le dernier week-end du mois de juillet.
Le 15 août, une messe est célébrée à la grotte du Mesnil-sur-Oger, copie fidèle de la grotte de Lourdes.

### Sports et loisirs
La commune dispose d'un terrain de sports équipé d'un terrain de football, de terrains de pétanque, de courts de tennis extérieurs ainsi que divers jeux pour les enfants.
Les Pâtis du Mesnil - les bois situés au-dessus du village - accueillent des jeux pour enfants, un parcours santé, un terrain de pétanque, un grand lac pour la pêche et le sentier de promenade dans la Réserve naturelle nationale des pâtis d'Oger et du Mesnil-sur-Oger.
Parmi les associations de la commune figurent une troupe de théâtre, un club de tennis de table, un club de tir, le club amitié loisirs...

### Médias
Distribution quotidienne aux abonnés de l'édition d'Épernay du journal local L'Union.

### Culte catholique
La commune fait partie de la paroisse de la côte des Blancs qui regroupe sept communes : Avize, Le Mesnil-sur-Oger, Oger, Cramant, Cuis, Flavigny et Les Istres-et-Bury.

## Économie

### Viticulture
Située au coeur de la Côte des Blancs où règne le Chardonnay, classée Grand Cru, la commune du Mesnil a pu être considérée comme "peut-être la plus grande qui existe en champagne".   De nombreuses maisons y produisent des Blancs de Blancs, sans assemblage, 100% chardonnay, réputés et souvent prestigieux. Le village compte aussi deux coopératives de vinification, l'UPR ("Union des Propriétaires Récoltants") et l'UPCB ("Union des Propriétaires de la Côte des Blancs" qui alimente la maison Salon), et une coopérative viticole ("La Laborieuse").
Au sein du village, le Clos du Mesnil, composé de parcelles de vignes entourées d'un mur, appartient au champagne Krug.
Tous les ans a lieu le Mondial de la capsule rassemblant visiteurs et touristes.

### Tourisme
Le Mesnil-sur-Oger compte des gîtes ruraux, des chambres d'hôtes et le restaurant occupant l'ancienne gare.

### Commerces et services
Une boulangerie-pâtisserie, un salon de coiffure, une boucherie, un camion-pizza chaque mercredi soir, un kebab le dimanche soir chaque quinzaine, un marchand de fruits et de légumes de passage sur la départementale 9 le vendredi matin.

### Artisanat
Une zone artisanale et commerciale s'est développée sur la commune d'Oger. Voisine du lotissement du Bas des Auges, elle accueille principalement des maisons de champagne et des activités liées au champagne.

## Culture et patrimoine

### Lieux et monuments
- Église Saint-Nicolas d’époque romane secondaire, construite aux XIe et XIIe siècles. Le maître-autel, le baldaquin et la grille de clôture ont été classés en 1906, le retable de saint Nicolas en 1948[54] (voir photo).
- Proche de l’église, dans un parc arboré, une copie fidèle de la grotte de Massabielle de Lourdes (voir photo).
- Musée de la vigne et du vin : Bernard Launois, vigneron engagé du village, recueille tout ce qui a trait à la vigne et au vin. Une collection de pressoirs des XVIIe au XIXe siècles et un ensemble de matériels viti-vinicoles y sont exposés.
- Clos du Mesnil au sein du village (voir photo).
- Village fleuri (3 fleurs) avec balade. La commune a reçu le prix de l'embellissement durable en 2009.
- Jardins ouverts
- Table d'orientation avec vue panoramique sur le vignoble de la Côte des Blancs.
- Ancienne tuilerie du village dont les vestiges ont été restaurés.
- Réserve naturelle nationale des pâtis d'Oger et du Mesnil-sur-Oger
- Arboretum situé près du grand lac, dans les pâtis du Mesnil, planté de nombreuses espèces d'arbres.

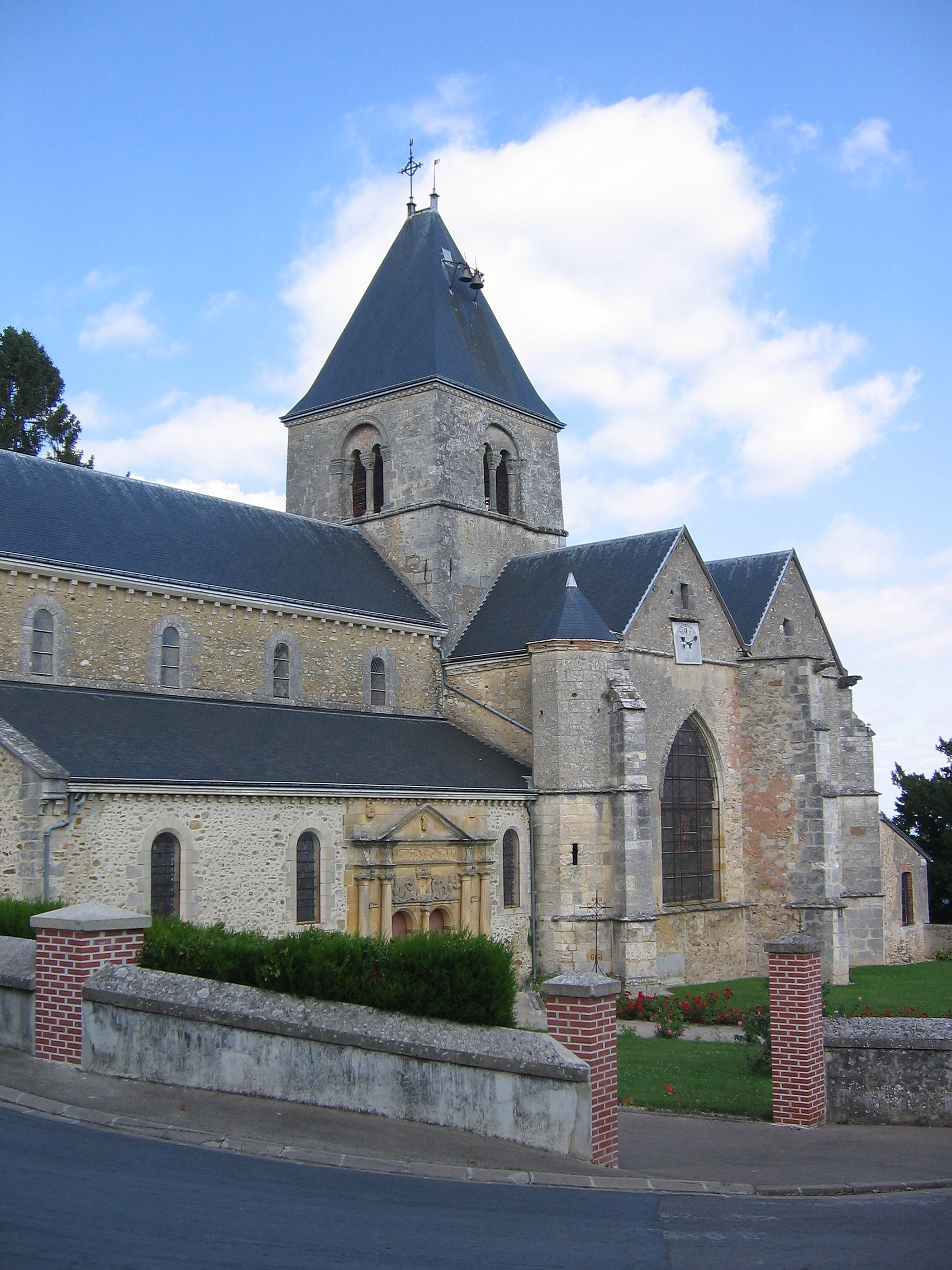
L'église Saint-Nicolas.
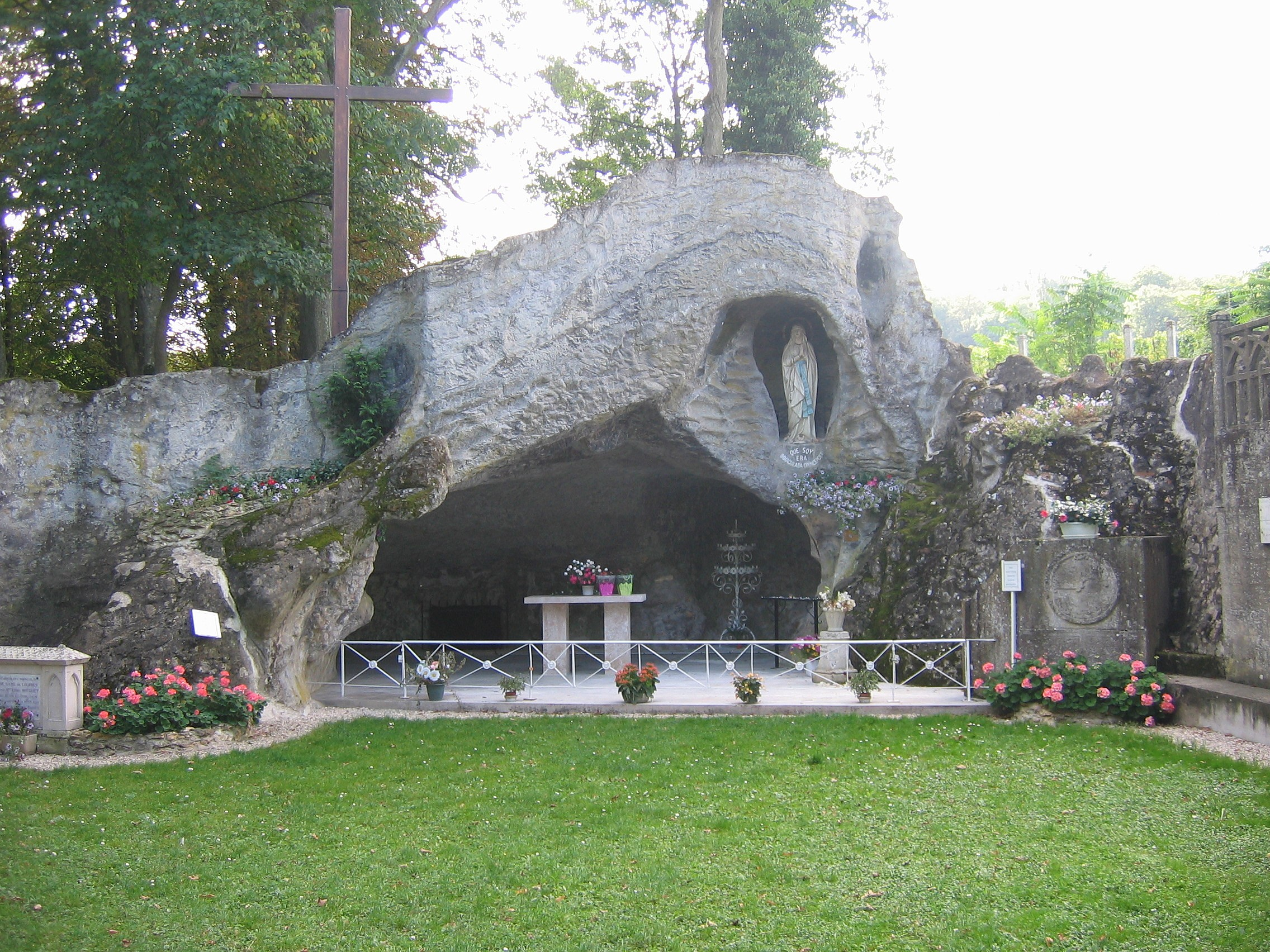
La grotte du Mesnil.
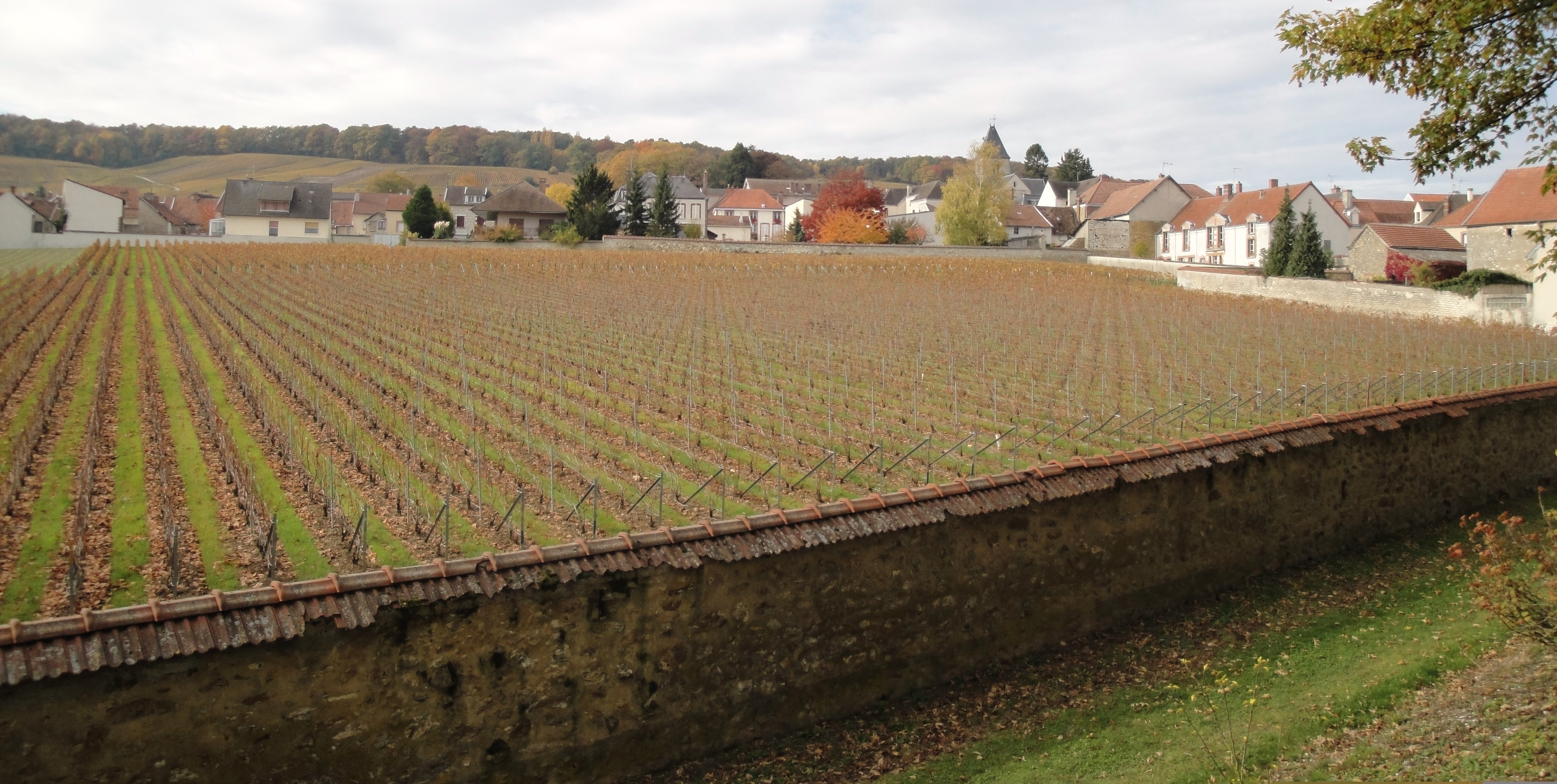
Le Clos du Mesnil.

### Patrimoine naturel
La commune possède des zones humides et des bois, classés comme réserve naturelle.

### Héraldique
| Armes de Mesnil-sur-Oger | Les armes de la commune se blasonnent ainsi : d'argent au lion d'azur à la queue fourchue et passée en sautoir. |

La devise du village est « Pour mon droit, ne pas céder ».

### Personnalités liées à la commune
- Daniel Rondeau, romancier, éditeur, journaliste et diplomate, y est né le 7 mai 1948.